# Calreticulin
Calreticulin (CALR) ist ein Protein, das Teil eines Proteinkomplexes im Lumen des Endoplasmatischen Retikulums (ER) der Eukaryoten ist. Calreticulin fungiert zusammen mit Calnexin während der Faltung von Glykoproteinen im endoplasmatischen Retikulum als Chaperon. Dazu bindet es an Glykoproteine mit einem endständigen Glucoserest, der das Protein als noch nicht korrekt gefaltet kennzeichnet, und schützt es so vor Einflüssen aus der Umgebung, damit es sich richtig falten kann.
Neben der Qualitätskontrolle der korrekten Glycoprotein-Faltung und der Sicherstellung der Calcium-Homöostase im ER hat CALR zahlreiche Funktionen außerhalb des ER, so im Zytoplasma, an der Zelloberfläche und auch in der extrazellulären Matrix, und beeinflusst dabei Zellproliferation, Apoptose, Phagozytose und die Immunreaktion. CALR kann auch den JAK-STAT-Signalweg in hämatopoetischen Zellen aktivieren.
Zusätzlich bindet es noch einen Cofaktor (ERp57), der die Bildung von Disulfidbrücken fördert.
Das CALR-Peptid besteht aus drei strukturellen Haupt-Domänen. Am N-Terminus liegt eine Lectin-bindende Domäne, mit zwischengeschalteten Prolin-reichen Domänen, und am C-Terminus besteht eine saure Domäne mit zahlreichen Calcium-Bindungsstellen und einer KDEL-Sequenz, die typisch für ER-ständige Peptide ist und deren Rücküberführung aus dem Golgi-Apparat in das ER erleichtert.

## Mutation
Im Jahr 2013 wurden Mutationen des CALR-Gens bei Patienten mit Essentieller Thrombozythämie (ET) und Primärer Myelofibrose (PMF) beschrieben. Diese CALR-Mutationen fanden sich in etwa 70 bis 84 % der ET- und PMF-Fälle, die keine JAK2-Mutation aufwiesen. Die pathogenetische Rolle der CALR-Mutationen bei der Entstehung dieser Myeloproliferativen Neoplasien ist bisher noch nicht im Detail verstanden. Der Nachweis von CALR-Mutationen ist jedoch ein Hilfsmittel in der Diagnostik bei Myeloproliferative Neoplasien. Er ist mittels molekulardiagnostischer Verfahren und über Antikörper möglich.
Alle bisher gefundenen Mutationen sind im letzten codierenden Exon von CALR lokalisiert und führen durch Gen-Insertionen oder Deletionen zu einer Verschiebung des Leserasters (Frameshifts) bei der Translation und so zu einem veränderten Carboxy-/C-Terminus des Calreticulin-Proteins. Diese C-terminale Proteindomäne ist normalerweise stark sauer und enthält zahlreiche Calcium-Bindungsstellen sowie eine Wiedererkennungssequenz (KDEL), die für Proteine typisch ist, die im Endoplasmatischen Reticulum verbleiben. Die mutierte C-terminale Domäne ist hingegen basisch und ihr fehlen die Calcium-Bindungsstellen und die KDEL-Sequenz.